# Orgamarella lata
Orgamarella lata är en insektsart som beskrevs av Alexander Fyodorovich Emeljanov 1969. Orgamarella lata ingår i släktet Orgamarella och familjen Dictyopharidae. Inga underarter finns listade i Catalogue of Life.